# Melia azedarach
L'albero dei rosari o albero dei paternostri (Melia azedarach L., 1753) è un albero deciduo della famiglia delle Meliaceae, originario dell'Asia tropicale e dell'Australia.

## Etimologia
L'epiteto specifico azedarach è d'origine persiana e significa "albero nobile". Cfr. anche Azadirachta.

## Descrizione

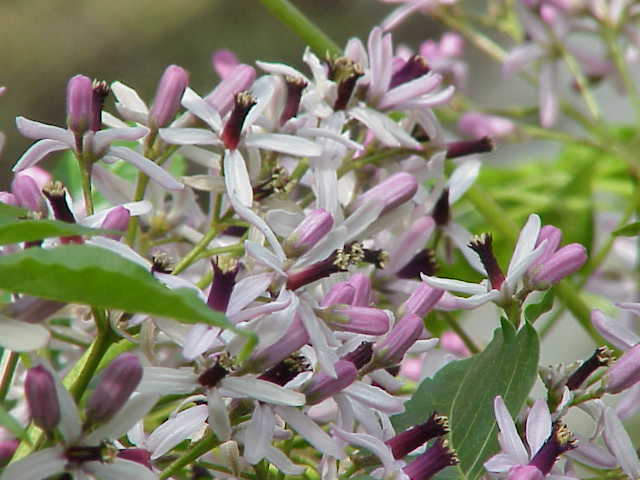
Fiori

La pianta è un albero alto fino a 7-15 metri, con chioma globosa, più raccolta nelle zone soleggiate e battute dal vento. Può emettere facilmente polloni radicali. La corteccia è grigiastra nel fusto e nei rami vecchi, rossastra nei rami giovani.
Le foglie sono opposte, portate da un lungo e robusto picciolo, con lamina imparipennata, composta da 5-7 foglioline a loro volta pennate o bipennate. Nel complesso una foglia è lunga fino a 40–50 cm, glabra, di colore verde, più scuro nella pagina superiore.
I fiori sono ermafroditi, pentameri, piccoli e profumati, riuniti in ampie infiorescenze a grappolo. Corolla coripetala, composta da cinque petali di colore viola chiaro o lilla. Stami 10, monoadelfi, ovvero con filamenti concresciuti a formare un tubo unico.
I frutti sono drupe delle dimensioni di una biglia (1 cm di diametro) e sono di colore giallo-oro se maturi. Persistono sull'albero per tutto il periodo invernale pendono dall'albero e gradualmente diventano quasi bianchi.

## Biologia
L'albero dei rosari è una specie frugale e rustica. Resiste bene al freddo, all'inquinamento, al vento e tollera lunghi periodi di siccità. Non mostra particolari esigenze pedologiche e si adatta bene anche a terreni poveri. Per le sue proprietà repellenti è praticamente immune da attacchi da parte dei fitofagi.
In ogni modo, si avvale di condizioni ambientali favorevoli con clima mite e su terreni freschi mostra una notevole vigoria e una spiccata capacità di moltiplicazione, emettendo polloni radicali vigorosi. In condizioni favorevoli di umidità e temperatura diventa invasiva, comportandosi come infestante in parchi e giardini.

## Distribuzione e habitat
Originaria delle regioni temperate dell'Asia, è presente in Cina, Giappone, subcontinente indiano, Insulindia, Australia e Isole Salomone. In seguito alla diffusione operata dall'azione dell'uomo, oggi è naturalizzata nell'Europa meridionale, Africa, Stati Uniti, Hawaii comprese, Messico, regione tropicale del Sudamerica e Isole Galapagos. Nelle regioni tropicali e subtropicali dove è stata introdotta è considerata una specie invasiva.
Cresce fino a 700 m sul livello del mare, in zone aperte e dal clima secco. Preferisce vecchi campi abbandonati, terreni a ridosso della carreggiata stradale ed altre zone disturbate. In Italia è coltivata a scopo ornamentale e, in genere, non ha una vera e propria tendenza a spontaneizzarsi. È presente nell'Italia meridionale, in Sicilia, Sardegna, Marche, Liguria e Toscana.

## Aspetti tossicologici
I fiori non attraggono le api e gli altri insetti impollinatori. La pianta contiene, infatti, principi attivi ad azione repellente nei confronti degli insetti con proprietà simili a quelle dell'azadiractina, erroneamente ritenute insetticide. Le foglie possono essere usate come insettifughe per proteggere derrate o altri materiali. Non devono assolutamente essere mangiate, perché altamente velenose.
Tutte le parti della pianta sono velenose per l'uomo se ingerite. I principi tossici sono potenti neurotossine: il tetranortriterpene e la saponina, presenti in concentrazione maggiore nei frutti.  Alcuni uccelli possono cibarsi dei frutti senza riceverne danno, diffondendo i semi con i propri escrementi, ma una dose di 0,66 g di frutta per chilogrammo può uccidere un mammifero adulto. I primi sintomi dell'avvelenamento appaiono poche ore dopo l'ingestione e possono includere perdita dell'appetito, vomito, stipsi o diarrea, sangue nelle feci, dolori di stomaco, congestione polmonare, paralisi cardiaca, rigidità, mancanza di coordinazione motoria ed in generale debolezza. La morte può sopraggiungere dopo circa 24 ore.
Per le sue proprietà tossicologiche, l'infuso diluito di foglie e corteccia è stato usato, in passato, per indurre il rilassamento dell'utero.

## Usi

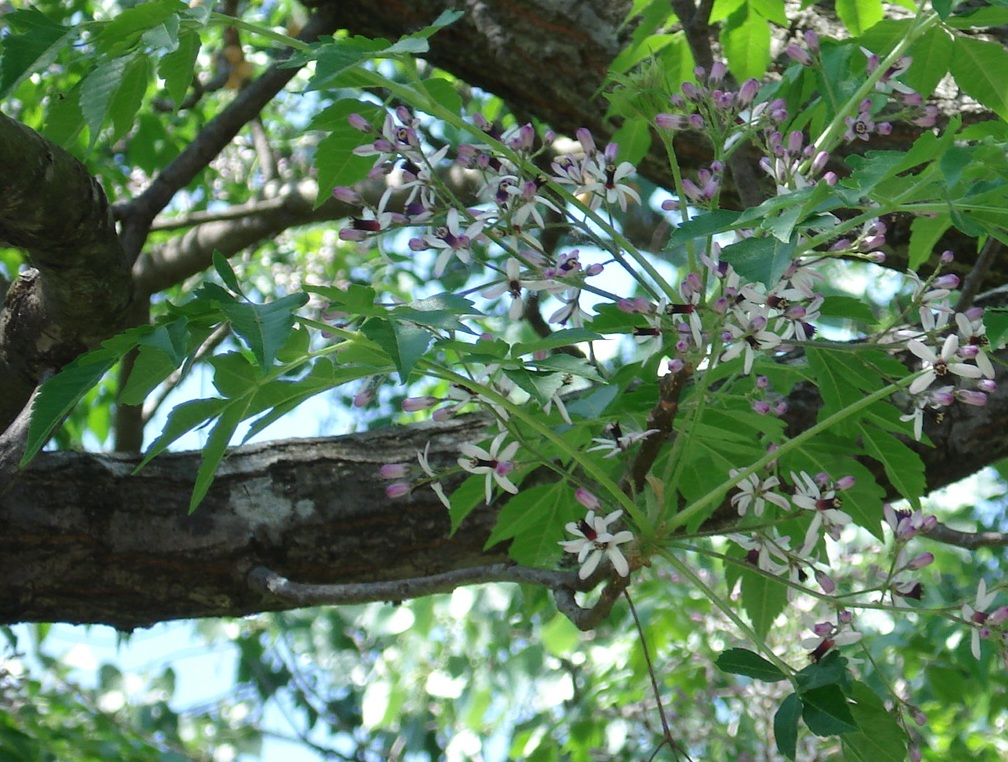
Melia azedarach, fiori

Il nocciolo dei frutti è duro, sferico e scanalato. In passato, prima dell'avvento delle materie plastiche, veniva largamente utilizzato nella realizzazione di rosari.
Il legno, noto come mindi, è caratterizzato da una colorazione chiarissima, tendente al bianco e al bianco-giallastro, con venature lineari; è facilmente tagliabile e lavorabile ed è utilizzato per l'impiallacciatura del mobilio o per la realizzazione di parquet.
La specie può mostrare interesse come pianta ornamentale per la sua rusticità e capacità di adattamento unite all'eleganza delle foglie, della fioritura e dei frutti lungamente persistenti durante il riposo invernale. Per questi motivi l'albero dei rosari è talvolta sfruttato per costituire alberature stradali o come essenza arborea in parchi e giardini.
L'impiego nell'arredo urbano non gode però di particolare favore a causa di vari difetti:
- alla fine dell'inverno i frutti cadono abbondantemente imbrattando i marciapiedi e rendendoli scivolosi;
- la pianta sopporta male le potature e ricaccia in modo incontrollato emettendo numerosi e vigorosi succhioni;
- può diventare invasiva diffondendosi nelle aree circostanti sia attraverso i polloni radicali sia attraverso la spiccata attitudine germinativa dei semi e la vigoria delle giovani piantine;
- la tossicità delle bacche sconsiglierebbe l'impianto di questa specie in aree ricreative: l'imprudenza e la curiosità, tipica dei bambini verso i frutti a bacca o a drupa, rappresenta infatti un rischio di occasionali avvelenamenti.